# Puchar Zdobywców Pucharów (1988/1989)
XXIX Puchar Europy Zdobywców Pucharów 1988/1989

(ang. European Cup Winners’ Cup)

## 1/32 finału
| Békéscsabai ESSC – Bryne IL 3:0 i 1:2 1 10.08 1988 1:0 Gruborovics 4, 2:0 Gruborovics 10, 3:0 Csalo 37 2 24.08 1988 1:0 Kvaszta 35, 1:1 Hellvik 44k, 1:2 Meinseth 79k |

## 1/16 finału
| Grasshopper Club Zürich – Eintracht Frankfurt 0:0 i 0:1 1 06.09 1988 (mecz w Bazylei) 2 04.10 1988 0:1 Bakalorz 32 |
| Knattspyrnufélagið Fram – FC Barcelona 0:2 i 0:5 1 07.09 1988 0:1 Roberto 33, Roberto 62 2 05.10 1988 0:1 Lineker 9, 0:2 Beguiristain 23, 0:3 Beguiristain 63, 0:4 Roberto 65, 0:5 Bakero 72                                                   |
| Omonia Nikozja – Panathinaikos AO 0:1 i 0:2 1 07.09 1988 0:1 Mavridis 13 2 05.10 1988 0:1 Dimopoulos 57, 0:2 Nielsen 59 |
| Floriana FC – Dundee United 0:0 i 0:1 1 06.09 1988 2 05.10 1988 0:1 Meade 69 |
| KV Mechelen – Avenir Beggen 5:0 i 3:1 1 07.09 1988 1:0 E. Koeman 59, 2:0 Bosman 61k, 3:0 den Boer 77, 4:0 Bosman 85, 5:0 Ghana 88k 2 28.09 1988 1:0 Bosman 34, 2:0 den Boer 51, 3:0 Versavel 62, 3:1 Krings 65                                 |
| Dinamo Bukareszt – FC Kuusysi 3:0 i 3:0 1 07.09 1988 1:0 Jantti 12s, 2:0 Andone 72, 3:0 Vaiscovici 75 2 05.10 1988 1:0 Vaiscovici 11, 2:0 Vaiscovici 34, 3:0 Raducioiu 71                                                                      |
| FC Metz – RSC Anderlecht 1:3 i 0:2 1 07.09 1988 0:1 Pfrunner 1s, 0:2 Krncević 26, 0:3 Krncević 83, 1:3 Zanon 86 2 05.10 1988 0:1 Krncević 47, 0:2 van Tiggelen 73k                                                                             |
| Glenavon F.C. – Aarhus GF 1:4 i 1:3 1 07.09 1988 1:0 McCann 17, 1:1 Mortensen 25, 1:2 Pingel 52, 1:3 Reeber 67, 1:4 Pingel 80 2 05.10 1988 0:1 Mortensen 26, 0:2 Kristensen 65, 0:3 Stampe 87, 1:3 McConville 88                               |
| Flamurtari Wlora – Lech Poznań 2:3 i 0:1 1 07.09 1988 0:1 Łukasik 32, 1:1 V. Ruci 40, 1:2 Araszkiewicz 67, 2:2 V. Ruci 76, 2:3 Głombiowski 89 2 05.10 1988 0:1 Araszkiewicz 25                                                                 |
| IFK Norrköping – UC Sampdoria 2:1 i 0:2 1 07.09 1988 1:0 P. Andersson 9, 1:1 Carboni 50, 2:1 Hellström 86 2 06.10 1988 0:1 Salsano 37, 0:2 Vialli 80 (mecz w Cremonie)                                                                         |
| FC Carl Zeiss Jena – Kremser SC 5:0 i 0:1 1 07.09 1988 1:0 Weber 19, 2:0 Strässer 48, 3:0 Merkel 53, 4:0 Strässer 67, 5:0 Ludwig 78 2 05.10 1988 0:1 Studeny 24                                                                                |
| Derry City – Cardiff City 0:0 i 0:4 1 07.09 1988 2 05.10 1988 0:1 McDermott 20, 0:2 Gilligan 47, 0:3 Gilligan 65, 0:4 Gilligan 76 |
| FK Borac Banja Luka – Metalist Charków 2:0 i 0:4 1 07.09 1988 1:0 Lemić 43, 2:0 Lipovac 89 2 05.10 1988 0:1 Tarasow 25, 0:2 Tarasow 62, 0:3 Adżojew 78k, 0:4 Jesipow 88                                                                        |
| Roda JC Kerkrade – Vitória SC 2:0 i 0:1 1 07.09 1988 1:0 Groenendijk 6, 2:0 van Loen 87 2 05.10 1988 0:1 Roldao 27 |
| Internacionál Slovnaft Bratysława – Sredec Sofia 2:3 i 0:5 1 07.09 1988 0:1 Penew 36, 0:2 Penew 38k, 1:2 Moravec 44, 2:2 Weiss 58k, 2:3 Penew 78 2 05.10 1988 0:1 Penew 1, 0:2 Stoiczkow 3, 0:3 Kostadinow 12, 0:4 Getow 21, 0:5 Kostadinow 38 |
| Sakaryaspor – Békéscsabai ESSC 2:0 i 0:1 |

## 1/8 finału
| Eintracht Frankfurt – Sakaryaspor 3:1 i 3:0 1 26.10 1988 1:0 Sievers 9, 2:0 Balzis 33, 3:0 Studer 44, 3:1 Kemal 87k 2 09.11 1988 1:0 Sievers 8, 2:0 Binz 35, 3:0 Sievers 65      |
| KV Mechelen – RSC Anderlecht 1:0 i 2:0 1 26.10 1988 1:0 Wilmots 89 2 09.11 1988 1:0 E. Koeman 18, 2:0 Ohana 46                                                                   |
| Dundee United – Dinamo Bukareszt 0:1 i 1:1 1 26.10 1988 0:1 Mateut 89 2 09.11 1988 1:0 Beaumont 79, 1:1 Mateut 83                                                                |
| FC Barcelona – Lech Poznań 1:1 i 1:1 (dog), karne 5:4 1 26.10 1988 1:0 Roberto 26k, 1:1 Pachelski 71 2 09.11 1988 0:1 Kruszczyński 30k, 1:1 Roberto 45                           |
| FC Carl Zeiss Jena – UC Sampdoria 1:1 i 1:3 1 26.10 1988 1:0 Weber 38, 1:1 Vialli 83k 2 09.11 1988 0:1 Vierchowod 23, 0:2 Cerezo 42, 1:2 Raab 50, 1:3 Vialli 53                  |
| Sredec Sofia – Panathinaikos AO 2:0 i 1:0 1 26.10 1988 1:0 Stoiczkow 44, 2:0 Penew 89k 2 09.11 1988 1:0 Penew 85                                                                 |
| Cardiff City – Aarhus GF 1:2 i 0:4 1 26.10 1988 0:1 Kristensen 8, 1:1 Gilligan 41, 1:2 Kristensen 73 2 09.11 1988 0:1 Pingel 15, 0:2 Andersen 25, 0:3 Andersen 75, 0:4 Stampe 82 |
| Roda JC Kerkrade – Metalist Charków 1:0 i 0:0 1 26.10 1988 1:0 van der Luer 43 2 09.11 1988                                                                                      |

## 1/4 finału
| Eintracht Frankfurt – KV Mechelen 0:0 i 0:1 1 01.03 1989 2 15.03 1989 0:1 Wilmots 62 |
| Sredec Sofia – Roda JC Kerkrade 2:1 i 1:2 (dog), karne 4:3 1 01.03 1989 1:0 Stoiczkow 14, 2:0 Kostadinow 67, 2:1 Boerebach 84 2 15.03 1989 0:1 Haan 38, 0:2 van den Luer 54, 1:2 Stoiczkow 77 |
| Dinamo Bukareszt – UC Sampdoria 1:1 i 0:0 1 01.03 1989 1:0 Vaiscovici 16k, 1:1 Vialli 89 2 15.03 1989 (mecz w Cremonie)                                                                       |
| Aarhus GF – FC Barcelona 0:1 i 0:0 1 01.03 1989 0:1 Lineker 70 2 15.03 1989 |

## 1/2 finału
| FC Barcelona – Sredec Sofia 4:2 i 2:1 1 05.04 1989 0:1 Stoiczkow 24, 1:1 Lineker 36, 2:1 Amor 37, 3:1 Bakero 49, 3:2 Stoiczkow 67, 4:2 Salinas 72 2 19.04 1989 1:0 Lineker 25, Stoiczkow 65, 2:1 Amor 81 |
| KV Mechelen – UC Sampdoria 2:1 i 0:3 1 05.04 1989 1:0 Ohana 11, 2:0 Defrem 67, 2:1 Vialli 74 2 19.04 1989 0:1 Cerezo 68, 0:2 Dossena 85, 0:3 Salsano 88                                                  |

## Finał
| 10 maja 1989 Berno Wankdorfstadion (42 707) FC Barcelona – UC Sampdoria 2:0 (1:0) Sędzia: George Courtney (Anglia) Bramki: 1:0 Julio Salinas 4, 2:0 Luis Rekarte 79 Żółte kartki: Aloisio Pires / – Futbol Club Barcelona (trener Johan Cruyff): Andoni Zubizarreta – Aloisio Pires „Aloisio”, José Alesanco, Urbano Ortega „Urbano”, Luis Milla (61 Miguel Soler), Guillermo Amor, Eusebio Sacristan „Eusebio”, Roberto Fernandez „Roberto”, Gary Lineker, Julio Salinas, Aitor Bequiristain (74 Luis Rekarte) Unione Calcio Sampdoria (trener Vujadin Boškov): Gianluca Pagliuca – Luca Pelligrini (49 Fulvio Bonomi), Moreno Mannini (27 Stefano Pellegrini), Marco Lanna, Fausto Salsano, Fausto Pari, Victor Muñoz „Victor”, Toninho Cerezo, Giuseppe Dossena, Gianluca Vialli, Roberto Mancini |